# Tomaspisinella parva
Tomaspisinella parva är en insektsart som beskrevs av Victor Lallemand 1927. Tomaspisinella parva ingår i släktet Tomaspisinella och familjen spottstritar. Inga underarter finns listade i Catalogue of Life.